# Jitsi
Jitsi (du bulgare : жици (« fil métallique ») prononciation : /ˈʒi.tsi/, anciennement SIP Communicator) est une application libre multiplateforme de messagerie instantanée, voix sur IP et visioconférence. Elle utilise Jitsi Videobridge pour fournir une haute qualité d'appel en respectant la vie privée avec du chiffrement de bout en bout sous certaines conditions (Firefox ne le supporte pas encore),. En novembre 2022 elle est disponible pour les plates-formes App Store, Google Play, F-Droid, Debian et Ubuntu.

## Historique
SIP Communicator a été créée à l'origine dans le cadre du doctorat d'Emil Ivov au sein du LSIIT, un laboratoire de l'université de Strasbourg.
En 2009, Emil Ivov crée l'entreprise Blue Jimp et embauche certains des plus gros contributeurs du projet. L'entreprise propose un support payant ainsi que des développements personnalisés.
Le 11 mars 2011, SIP Communicator intègre le protocole Jingle et change de nom pour s'appeler Jitsi. Dans sa version 1.0 sortie le 3 avril 2012, Jitsi s'exécute sur les systèmes Solaris, Windows, macOS, FreeBSD et la plupart des distributions GNU/Linux.[réf. nécessaire] La version 2.0 est sortie le 6 mars 2013.
En 2014, avec pour base un prototype créé par Philipp Hancke, la communauté Jitsi initie une application de conférence en ligne, le projet Jitsi Meet. L'année suivante, l'éditeur de logiciels Atlassian rachète Blue Jimp. Jitsi reste cependant en source ouverte ainsi que basé sur la communauté.
En 2018, l'entreprise 8x8 fait l'acquisition de Jitsi.
La plateforme de 8x8 qui offre Jitsi Meet a vu son nombre d'utilisateurs passer de 200 000 à 20 millions en quelques mois pendant la pandémie de Covid-19. L'application Jitsi est également largement téléchargée durant cette période[précision nécessaire] (cf. release-page github).

## Fonctionnalités
Jitsi est une alternative libre aux applications de téléphone et téléconférence en termes de fonctionnalités. Il propose en particulier les services suivants :
- Téléphonie gratuite en VoIP avec d'autres utilisateurs Jitsi exclusivement (XMPP et SIP) via interface WebRTC[15] ;
- Téléphonie vers les fixes et mobiles par internet, au travers de SIP ;
- Chiffrement intégré (en SIP et en XMPP) via différents protocoles comme OTR, SRTP ou ZRTP[16]. Il a été recommandé par Jacob Appelbaum[17] et des membres de Telecomix pour communiquer avec les participants des printemps arabes ;
- Multiplateforme[réf. nécessaire] via webinterface ;
- Bonne qualité sonore, sans temps de latence (en fonction de la qualité de la connexion internet) ;
- Partage d'écran ;
- Conférences audio ou vidéo à plusieurs avec Jitsi Videobridge[18],[19] ;
- Connexions possibles avec d'autres protocoles via des passerelles XMPP : envoi de SMS, de courriels, etc.

En pratique, comme d'autres logiciels plus anciens, Jitsi permet d'agréger différentes messageries, c'est un client de messagerie instantanée multi-protocoles.
Il faut bien distinguer le client Jitsi-desktop, qui utilise SIP comme protocole, du service de visioconférence Jitsi-Web, qui utilise xmpp comme protocole, et qui ne peut communiquer qu'avec d'autres instances Jitsi-Web.

## Utilisateurs
Le logiciel est intégré à la liste des logiciels libres préconisés par l’État français dans le cadre de la modernisation globale de ses systèmes d’informations (SI). Il a été choisi par l’État français (DINUM) comme le système de « webconférence » des agents des services de l'État français, et le gère sur ses propres serveurs pour garantir la confidentialité des échanges mais n'est pas utilisable pour les informations à « Diffusion restreinte ».
Les établissements d'enseignement supérieur européens utilisent régulièrement ce logiciel. En France, il est en particulier utilisé par Renater pour son service RENdez-vous, qui nécessite l'usage d'un compte fédéré pour créer une salle.
Les fonctionnalités pédagogiques (en particulier autoscaling, breakout rooms et sondages) ont bénéficié de développements de la communauté Open source à l'occasion du hackaton "Winning over the classroom with Jitsi" organisé par la Commission européenne.
Le service en ligne Framatalk de visioconférence proposé par Framasoft utilise l'application Jitsi Meet, et le logiciel est également utilisé par le lanceur d'alerte Edward Snowden.

## Technologies
Le logiciel est codé majoritairement en java à l'aide de l'infrastructure logicielle OSGi. Certaines parties sont toutefois propres à chaque système notamment pour capturer les images venant de la caméra.
Il utilise les protocoles SRTP et ZRTP et peut utiliser le DNSSEC.
Le logiciel utilise un système extensible via des plugins.
Il peut utiliser plusieurs codecs audios (SILK, G.722, Speex et Opus) et vidéos différents (H.264, H.263 ou VP8).
Une version portable est aussi disponible.

### Protocoles
Jitsi prend en charge les protocoles suivants :
- IRC
- OSCAR (AIM/ICQ/MobileMe)
- SIP/SIMPLE
- XMPP/Jingle (Facebook Chat, Google Talk, etc.[réf. nécessaire])
- YMSG (Yahoo! Messenger) (uniquement messagerie instantanée et transfert de fichiers)[réf. nécessaire]

### Jitsi Meet

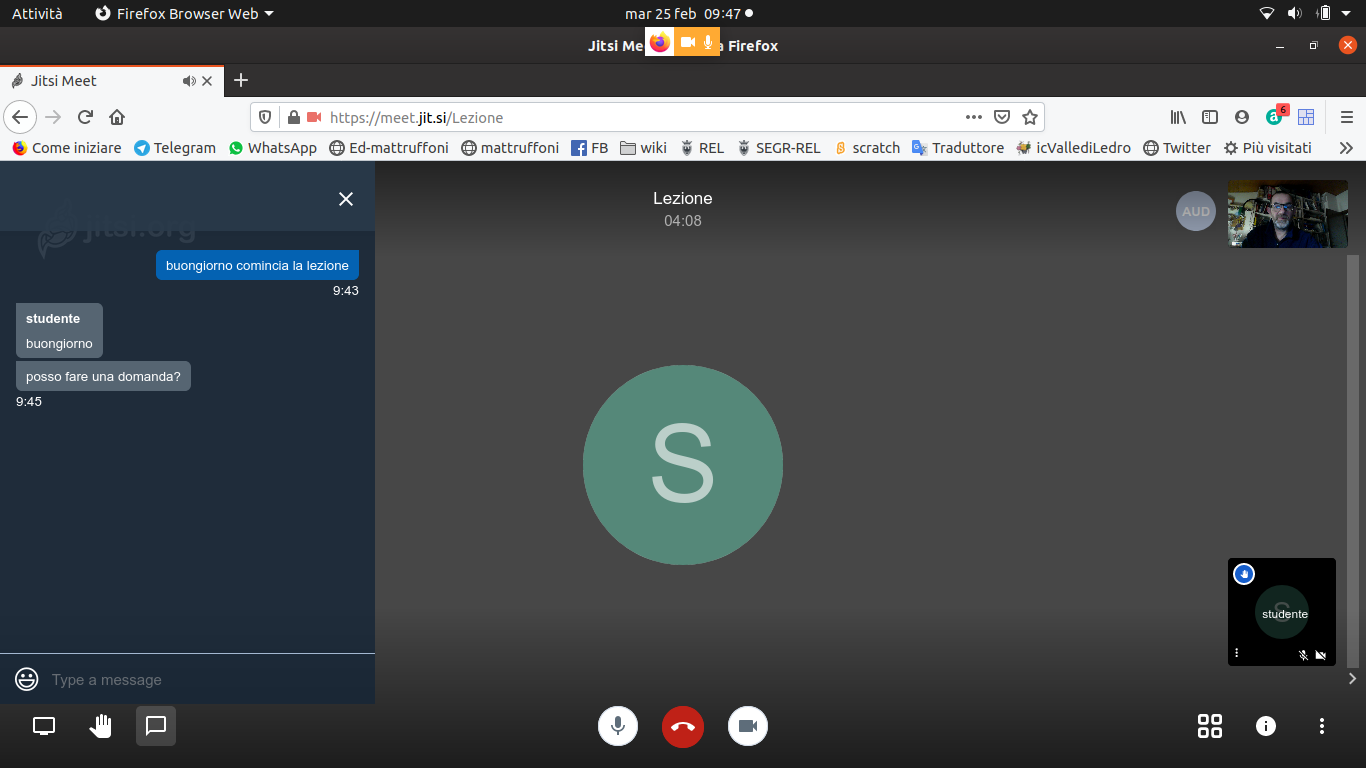
Interface web de Jitsi Meet

Jitsi Meet est une application en JavaScript utilisant WebRTC. Utilisable sur les navigateurs web les plus courants   Jitsi Meet permet de faire de la visioconférence. Deux applications natives mobiles sont disponibles , l'une pour Android et l'autre pour iOS, toutes deux créées par 8x8, elles fonctionnent aussi bien sur leurs serveurs que ceux d'autres organisations. Elles existent également pour Windows, macOS et Linux .
Fondamentalement, les salles de visioconférence sont définies via une URL unique et aucun compte utilisateur n'est requis. Les participants peuvent éventuellement définir un nom de leur choix. Chaque participant peut ouvrir une salle de visioconférence et en inviter d'autres. Étant donné qu'aucune donnée personnelle ne doit être enregistrée, Jitsi peut être utilisé de manière anonyme.
Cependant, des droits de modération peuvent être attribués : les salles peuvent être protégées par mot de passe ou les participants ne peuvent être admis que sur demande. Dans une visioconférence en cours, les participants individuels peuvent être mis en sourdine ou entièrement supprimés. Les droits de modération sont généralement accordés au premier participant qui entre à la conférence. Cependant, il est administrativement possible que seuls les utilisateurs authentifiés puissent créer de nouvelles salles de conférence. Ceux-ci ont alors également les seuls droits de modération.
Jitsi Meet offre les fonctions supplémentaires suivantes :
- partage d'écran avec affichage de la caméra de l'orateur dans l'image[32] ;
- conversations (chat) partagées ou privées à des participants spécifiques ;
- statistiques sur le temps de conversation des participants pendant la visioconférence ;
- diffusion en direct de la visioconférence sur YouTube ou PeerTube ;
- enregistrement de la conférence sur Dropbox ;
- flou d'arrière-plan et arrière-plans virtuels[33] ;
- écoute de la visioconférence par composition d'un numéro téléphonique et composition d'un code pin[34];
- répartition dans des salles distinctes (breakout rooms)[35] ;
- création de sondages au sein d'une salle[35].

La partie serveur du service peut fonctionner sur les serveurs de Jitsi, ou bien être installée sur un système Linux.
Les flux vidéos sont chiffrés pour garder une confidentialité dans les échanges.

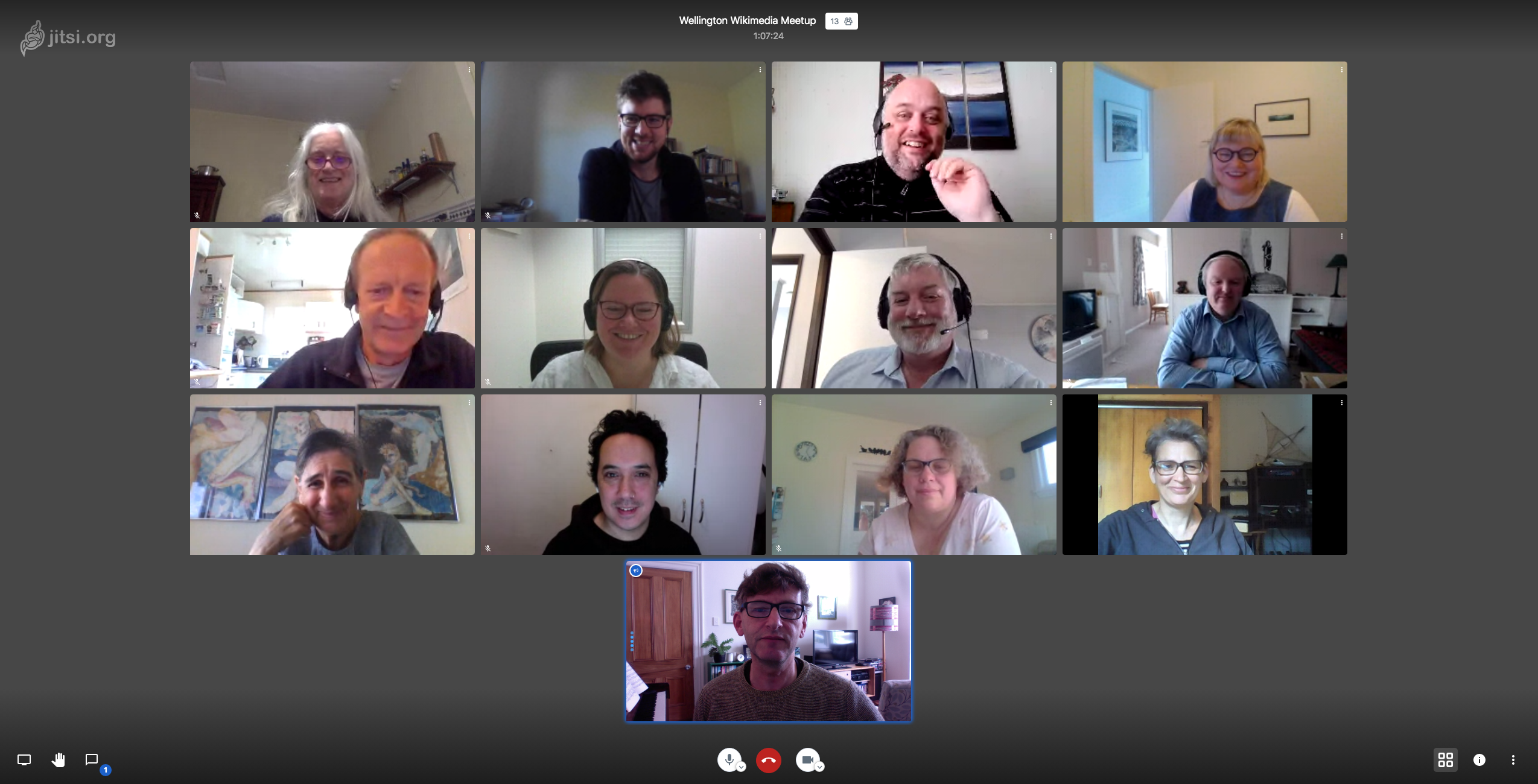
Meetup Wikipedia de Wellington, utilisant Jitsi.

### Jitsi Videobridge
Le mode pair-à-pair est utilisé pour une réunion à deux participants, avec chiffrement de bout en bout.
À partir de trois utilisateurs et plus, les flux passent par Jitsi Videobridge et restent chiffrés. C'est une solution de vidéo conférence qui permet les communications vidéos à plusieurs usagers, supportant WebRTC. Videobridge permet à des centaines de vidéos de tourner depuis le même serveur. Jitsi Videobridge ne fusionne pas les flux vidéos en une vidéo composite, mais  relaye seulement la vidéo reçue à tous les participants.